# Малокатеринивка
Малокатеринивка (на украински: Малокатеринівка) е селище от градски тип в Южна Украйна, Запорожки район на Запорожка област. Основано е през 1775 година. Населението му е около 3223 души.